# Toteng
Toteng is een dorp in het district North-West in Botswana. De plaats telt 902 inwoners (2011).